# Anatemnus elongatus
Espèce
Synonymes
- Chelifer elongatus Ellingsen, 1902

Anatemnus elongatus est une espèce de pseudoscorpions de la famille des Atemnidae.

## Distribution
Cette espèce se rencontre en Équateur et au Guyana.

## Description
L'holotype mesure 2,75 mm.

## Publication originale
- Ellingsen, 1902 : Sur la faune de pseudoscorpions de l'Équateur. Mémoires de la Société Zoologique de France, vol. 15, p. 146-168 (texte intégral).